# Melodia
Albums de The Vines
Vision Valley
(2008) Future Primitive
(2011)
Singles
1. He's a Rocker
Sortie : 3 juin 2008
2. MerryGoRound
Sortie : 21 juillet 2008
3. Get Out
Sortie : 29 septembre 2008

Melodia est le quatrième album studio du groupe de garage rock australien The Vines sorti le 12 juillet 2008 sur le label Ivy League Records.

## Liste des chansons
Toute la musique est composée par Craig Nicholls.
| No  | Titre             | Durée |
| --- | ----------------- | ----- |
| 1.  | Get Out           | 2:10  |
| 2.  | Manger            | 2:02  |
| 3.  | A.S. III          | 1:53  |
| 4.  | He's a Rocker     | 1:57  |
| 5.  | Orange Amber      | 2:01  |
| 6.  | Jamola            | 0:59  |
| 7.  | True as the Night | 6:07  |
| 8.  | Braindead         | 2:26  |
| 9.  | Kara Jayne        | 2:07  |
| 10. | MerryGoRound      | 2:12  |
| 11. | Hey               | 1:33  |
| 12. | A Girl I Knew     | 2:19  |
| 13. | Scream            | 2:00  |
| 14. | She Is Gone       | 2:52  |